# Podpis genskega izražanja
Podpis genskega izražanja ali koncept podpisa genskega izražanja (angleško gene expression signature) je skupek genov in uteži, katerih izražanje se med razredoma vzorcev razlikuje statistično značilno. Predstavlja biološko stanje v obliki vzorca genskega izražanja, ki je edinstven za določeno okoliščino.

## Gensko izražanje
Gensko izražanje je proces, v katerem se informacija iz gena uporabi za sintezo funkcionalnega genskega proizvoda. Ti proizvodi so navadno beljakovine. V genih, ki ne kodirajo za beljakovine, kot so geni za rRNK ali tRNK, je produkt funkcionalna RNK.

## Metoda

### Namen metode
Klasifikacija tumorjev je pomembna za uspešno zdravljenje. Akutne levkemije so začeli razvrščati tako, da so opazovali klinični izid in majhne razlike v morfologiji jeder. V 60. letih 19. stoletja so odkrili encimske histokemične analize, v 80. letih imunološke metode, nato pa še citogenetske (prepoznavanje specifičnih kromosomskih translokacij).
Raziskovalce je zanimalo, kako razvrstiti nov vzorec rakastega tkiva, (angleško discovery), uvrstiti vzorec v že znani razred (angleško prediction) in kako odkriti povsem nov razred raka. Zato so razvili bolj sistematičen prostop h klasifikaciji raka. Temelji na sočasnem opazovanju izražanja več tisoč genov. Uporabili so mikromreže.

### Postopek
Raziskovalci so analitično metodo najprej preizkusili na zdravi in rakasti ledvici. Ugotovili so različno izražanje genov za encime in ionske kanalčke. Nato so metodo uporabili pri akutnih levkemijah. Hoteli so ugotoviti, če lahko z njo:
- razlikujejo akutno mieloično levkemijo (AML) in akutno limfoblastno levkemijo (ALL),
- opredelijo, v kateri razred sodi novi neznani vzorec,
- če lahko določijo nov, neznan razred raka.[5]

V uvodni zbirki podatkov so imeli 38 vzorcev kostnega mozga. Iz enojedrnih celic vsakega vzorca so izolirali RNK, ki so jo hibridizirali na oligonukleotidne mikromreže. Te so vsebovale sonde za 6817 človeških genov. Za vsak gen so dobili kvantitativno raven izražanja. Pri analizi rezultatov so se posluževali statističnih metod. Rezultat je grafično prikazan kot toplotni graf (heat map).

### Rezultati
V postopku odkrivanja razreda se je samodejno pokazala razlika med AML in ALL, ne da bi prej poznali razred. Samodejno pridobljen napovedovalec razreda je le z opazovanjem genskega izražanja določil razred novega primera levkemije.
S sortiranjem glede na stopnjo korelacije in z metodo analize soseščine (neighborhood analysis) so raziskali napovedovanje genov, katerih vzorec izražanja je močno koreliral z razlikovanjem razredov. Definirali so »idealiziran vzorec izražanja«. Ta je odgovarjal genu, ki je bil enotno visok v enem razredu in enotno nizek v drugem. Testirali so, kakšna je nenavadno visoka gostota genov v »bližini« tega idealiziranega vzorca v primerjavi z enakovrednim naključnim vzorcem.
Za 38 vzorcev akutne levkemije je analiza soseke pokazala okrog 1100 genov, ki so visoko korelirali z razlikovanjem razreda AML-ALL. To je pokazalo, da bi lahko klasificirali na osnovi podatkov izražanja.
Zbirko znanih vzorcev so hoteli uporabiti za ustvarjanje napovednika razreda. Z njim bi lahko pripisali novi vzorec enemu od dveh razredov. Razvili so metodo, ki uporablja stalno zbirko »informativnih genov« (izbranih glede na njihovo korelacijo z razlikovanjem razreda) in ustvarja napoved na osnovi ravni izražanja teh genov v novem vzorcu.  Vsak informativni gen opisuje utež (angleško weighted vote) za enega od razredov. Moč uteži je odvisna od ravni izražanja v novem vzorcu in stopnje korelacije tega gena z razlikovanjem razreda.
Te uteži so sešteli, da bi določili zmagovalni razred in napovedno moč (NM) (angleško prediction strength). Vzorec so pripisali zmagovalnemu razredu, če je NM presegla vnaprej določen prag. Novi vzorec je torej mogoče klasificirati z računanjem »točk« podpisa.
Za odkrivanje razreda so uporabili razvrščanje tumorjev v skupine (clustering) s samoorganizirajočimi se mrežami (self-organizing maps, SOMs).

### Uporabnost
Sposobnost meriti in razpoznavati vzorce genskega izražanja omogoča razviti te podpise, ki odsevajo biološke fenotipe. Podpisi izražanja lahko nadomeščajo fenotipe. Kompleksnost podatkov omogoča identificirati vzorce izražanja, ki odsevajo raznolikost. Podatke je možno prenašati med in vitro in in vivo sistemi.
Metodo lahko uporabljajo:
- za identifikacijo novih terapevtskih možnosti iz vzorcev povezanosti (angleško Connectivity map),
- za napovedovanje poti aktivacije raka,
- za napovedovanje odzivnosti na zdravila,
- za napovedovanje izida rakavega obolenja zaradi kromosomskih nestabilnostih,
- kot fenotipe za genetsko odkrivanje.[3]